# محمود فضيل التل
محمود فَضيل التَّل (24 سبتمبر 1940 - 7 يناير 2024) شاعر أردني. ولد في مدينة إربد. حصل على إجازة في علم الاجتماع من الجامعة الأردنية في عام 1966. تقلّب في عدّة وظائف ثقافية وإعلامية واجتماعية. عضو رابطة الكتاب الأردنيين والمنتدى الثقافي في إربد. له دواوين شعرية عديدة ودراسات ونقد.

## سيرته
ولد محمود فضيل التل في إربد في 24 سبتمبر 1940/ 22 شعبان 1359. أنهى الثانوية العامة في المدرسة الإسلامية فيها 1962، وحصل على شهادة البكالوريوس في علم الاجتماع من الجامعة الأردنية في 1966.
عمل مأمور تقدير ضريبة الدخل 1966-67، ومذيعاً ومنتجاً ورئيساً للقسم الثقافي في إذاعة عمان من 1967 حتى 1972، ومديراً لمعهد الثقافة العمالية، ومديراً لدائرة البحوث والعلاقات العامة بوزارة العمل من 1972 حتى 1979، ومستشاراً عمالياً في السفارة الأردنية في الكويت، ومديراً لدائرة الثقافة العمالية، ومساعداً لأمين عام وزارة الثقافة 1993 - 1998، ومدير مشروع الثقافة السكانية في وزارة العمل، وسكرتيراً لمؤتمر المغتربين، ومساعد أمين عام بوزارة الثقافة. تولى إدارة المركز الثقافي الملكي بالوكالة 1996 - 1998، وكُلّف بالقيام بأعمال لأمين العام للوزارة في 1998-97. ثم عُيّن أميناً عاماً لوزارة الثقافة في 1998 حتى أحال نفسه على التقاعد في سنة 1999.
هو عضو رابطة الكتاب الأردنيين، واتحاد الكتاب العرب والمنتدى الثقافي في إربد.

## شعره
وصفه عماد الضمور بأنه «من أكبر عشاق الحياة»، لذلك شغلته مشكلة الموت وكانت محوراً أساسياً في شعره كان حسيّاً ومثاليّاً في آن واحد، فمثلما فُجع بفقدان الأشخاص كذلك فُجع بفقدان المثل العليا في مجتمعه فولى وجهه شطر الحواس يُشبعها حتى لا يكاد يُبقي عليها من فرط الإنهاك إذ ظل متماسكاً واثقاً بذاته معتزاً بها لأصالة انتمائه ونبل سجاياه.
قال عن نفسه في أكتوبر 2016 «مع كل تطور وتغيير في الحياة، بما في ذلك الشعر».

## مؤلفاته
من دواوينه الشعرية:
- «أغنيات الصمت والاغتراب»، 1982
- «نداء للغد الآتي»، 1985
- «شراع الليل والطوفان»، 1987
- «وجدتك عالماً آخر»، 1988
- «جدار الانتظار»، 1993
- «هامش الطريق»، 1995
- «آخر الكلمات»، 1998
- «صحر الطوفان»، 2002
- «أنشودة المستحيل»، 2004
- «مختارات شعرية»، 2006
- «تحت جنح الليل»، 2011
- «جدار الانتظار»، 2012
- «شاطئ من نار»، 2015
- «للحب سماء عالية»، 2017

وله في الدراسات:
- «الثقافة العمالية»، 1974
- «الأهداف النقابية»، 1975
- «الثقافة العمالية في البلاد العربية»، الجزء الأول، 1976
- «الثقافة العمالية في البلاد العربية مع دراسة مقارنة»، الجزء الثاني، 1976
- «الخدمة الاجتماعية العمالية ومستوياتها العربية والدولية»، 1981
- «الثقافة السكانية: السكان والتنمية وتنظيم الأسرة»، 2001

## وصلات خارجية
- في موقع أرشيف المجلات